# Historias para Advertir al Mundo
Jingshi Tongyan (警世通言, Historias para advertir al mundo) es la segunda de una trilogía de colecciones de historias vernáculas de la dinastía Ming (1368-1644), compilada y editada por Feng Menglong y publicada en 1624. La primera compilación, llamada Gujin Xiaoshuo (古今 小説) ( Historias antiguas y nuevas ), que a veces también se conoce como Yushi Mingyan (喻世明言) (Historias para iluminar el mundo o Palabras ilustres para instruir al mundo) se publicó en Suzhou. en 1620. La tercera publicación se llamó Xingshi hengyan (醒世 恒言) (Historias para despertar al mundo) y se publicó en 1627.
Estas tres colecciones, a las que a menudo se hace referencia como Sanyan (三 言, "Tres palabras") debido al carácter yan (言) que se encuentra al final de cada título, contienen cada una 40 historias.

## Género
Jingshi Tongyan se considera un Huaben (话 本), es decir, novela corta o relato breve. El género huaben existe desde la dinastía Song (960-1279). El género huaben incluye colecciones de cuentos, como Jingshi Tongyan, historias históricas e incluso historias de clásicos confucianos.

## Formato
El formato del Jingshi Tongyan sigue al del resto de los Sanyan, ya que contiene 40 capítulos, y cada capítulo es una historia corta diferente. Ling Mengchu, bajo la influencia directa de los Sanyan, escribió dos colecciones más bajo el mismo formato, conocidas como Erpai (二 拍). Juntos, sanyan y erpai es una de las mayores literaturas vernáculas chinas antiguas.

## Versiones
Hay dos versiones originales supervivientes del Jingshi Tongyan, una ubicada en Japón, perteneciente a la Universidad de Waseda, y otra en Taiwán, ubicada en la Biblioteca Nacional de Taipéi. Debido a que esta colección fue prohibida por el gobierno chino en algún momento, se quemaron casi todas las copias originales. A principios del siglo XX, cuando surgió la República de China, esta colección ya se había perdido. No fue hasta que un académico de China que visitó Japón en la década de 1930 descubrió una copia original de la colección que Jingshi Tongyan volvió a ser popular. El erudito había tomado fotografías de cada página del libro y las llevó a China, donde se volvió a publicar.

## Lista de historias
Los títulos traducidos de esta tabla siguen principalmente a los de Shuhui Yang y Yunqin Yang en Historias para advertir al mundo: una colección de la dinastía Ming, volumen 2. University of Washington Press. 2005. ISBN 9780295985688. Los títulos utilizados por otros traductores se enumeran con viñetas.
| #  | Title(s) of English Translation(s) | Chinese Title    | Notes |
| -- | --- | ---------------- | ----- |
| 1  | "Yu Boya rompe su cítara en agradecimiento a una amiga apreciada" | 俞伯牙摔琴謝知音 |       |
| 2  | "Zhuang Zhou tamborilea en un cuenco y alcanza el Gran Dao" | 莊子休鼓盆成大道 |       |
| 3  | "Tres Veces Wang Anshi Intenta Frustrar al Académico Su" - Bishop 1956: "Wang An-shih Thrice Corners Su Tung-p'o" | 王安石三難蘇學士 |       |
| 4  | "En el pasillo de la mitad de la colina, el terco muere de dolor" - Yang 1972: "The Stubborn Chancellor" | 拗相公飲恨半山堂 |       |
| 5  | "Lu Yu devuelve la plata y trae consigo la reunión familiar" | 呂大郎還金完骨肉 |       |
| 6  | "Yu Liang escribe poemas y gana el reconocimiento del emperador" | 俞仲舉題詩遇上皇 |       |
| 7  | "Chen Kechang se convierte en inmortal durante el Festival del Barco Dragón" - Yang 1972: "P'u-sa Man" | 陳可常端陽仙化   |       |
| 8  | "El amor del artesano Cui es maldito en vida y en muerte" - Wang 1944: "The Jade Kuanyin" - Yang & Yang 1957: "The Jade Worker" - Lung 1978: "Artisan Ts'ui and His Ghost Wife"                                                  | 崔待詔生死冤家   |       |
| 9  | "'Li, el inmortal desterrado 'escribe en estado de embriaguez para impresionar a los bárbaros" - Dolby 1978: "Li Bai (Li Po), God in Exile, Drunken Drafts His 'Letter to Daunt the Barbarians'"                                 | 李謫仙醉草嚇蠻書 |       |
| 10 | "La secretaria Qian deja poemas en la torre poco profunda" | 錢舍人題詩燕子樓 |       |
| 11 | "Una camisa reúne al magistrado SuZhi con su familia" | 蘇知縣羅衫再合   |       |
| 12 | "Un espejo doble vuelve a reunir a Fan the Loach y a su esposa" - Wieman 1986: "Loach Fan's Double Mirror" | 范鰍兒雙鏡重圓   |       |
| 13 | "El juez Bao resuelve un caso a través de un fantasma que apareció tres veces" - Chang 1973: "The Clerk's Lady" - Yang & Yang 1981: "The Ghost Came Thrice"                                                                      | 三現身包龍圖斷冤 |       |
| 14 | "Un sacerdote sarnoso exorciza una guarida de fantasmas" - Jones 1986: "A Mangy Taoist Exorcises Ghosts" | 一窟鬼癩道人除怪 |       |
| 15 | "El secretario Jin recompensa a Xiutong con una bonita sirvienta" | 金令史美婢酬秀童 |       |
| 16 | "La señorita le regala dinero al joven" - Yang & Yang 1957: "The Honest Clerk" | 小夫人金錢贈年少 |       |
| 17 | "El erudito sin suerte se sobresale repentinamente en la vida" | 鈍秀才一朝交泰   |       |
| 18 | "Un ex protegido paga a sus patrocinadores a la tercera generación" | 老門生三世報恩   |       |
| 19 | "Con un halcón blanco, el joven maestro Cui atrae un espíritu maligno sobre sí mismo" - Yang 1972: "The White Hawk of Ts'ui, the Magistrate's Son, Led to Demons"                                                                | 崔衙內白鷂招妖   |       |
| 20 | "La anguila dorada trae calamidad del oficial Jin" | 計押番金鰻產禍   |       |
| 21 | "El emperador Taizu escolta a Jingniang en un viaje de mil distancia" - Lieu 1978: "The Sung Founder Escorts Ching-niang One Thousand Li"                                                                                        | 趙太祖千里送京娘 |       |
| 22 | "El joven Sr. Song se reúne con su familia por medio de un sombrero de fieltro hecho jirones" - Yang & Yang 1957: "The Tattered Felt Hat"                                                                                        | 宋小官團圓破氈笠 |       |
| 23 | "El Sr. Le Junior busca a su esposa arriesgando su vida" | 樂小舍棄生覓偶   |       |
| 24 | "Yutangchun se reúne con su esposo en su angustia" | 玉堂春落難逢夫   |       |
| 25 | "Squire Gui se arrepiente en el último momento" | 桂員外途窮懺悔   |       |
| 26 | "El erudito Tang consigue una esposa después de una sonrisa" | 唐解元一笑姻緣   |       |
| 27 | "Los falsos inmortales lanzan al templo de Guanghua a un alboroto" | 假神仙大鬧華光廟 |       |
| 28 | "El Blanco Virginal Cerrado para Eternidad en el Leifeng Pagoda" (Leyenda de la Serpiente Blanca) - Yang & Yang 1959: "The White Snake" - Chang 1973: "Madame White" - Yu 1978: "Eternal Prisoner under the Thunder Peak Pagoda" | 白娘子永鎮雷峰塔 |       |
| 29 | "Zhan Hao se encuentra con Yingying en el pabellón de fragancias persistentes" | 宿香亭張浩遇鶯鶯 |       |
| 30 | "Wu Qing se encuentra con Ai'ai en Estanque Dorado Brillante" | 金明池吳清逢愛愛 |       |
| 31 | "Zhao Chun'er restaura la prosperidad de la granja de Cao" | 趙春兒重旺曹家莊 |       |
| 32 | "Du Shiniang hunde su joyero en ira" - Yang & Yang 1957: "The Courtesan's Jewel Box" - Ho 1978: "Tu Shih-niang Sinks the Jewel Box in Anger"                                                                                     | 杜十娘怒沉百寶箱 |       |
| 33 | "La concubina de Qiao Yanjie arruina a la familia" | 喬彥傑一妾破家   |       |
| 34 | "Los cien años de dolor de Wang Jiaoluan" | 王嬌鸞百年長恨   |       |
| 35 | "El prefecto Kuang resuelve el caso del bebé muerto" - Hsia & Zonana 1974: "The Case of the Dead Infant" | 況太守斷死孩兒   |       |
| 36 | "El rey del bosque de langostas de miel asume forma humana" | 皂角林大王假形   |       |
| 37 | "Wan Xiuniang se venga a través de los pabellones de juguetes" | 萬秀娘仇報山亭兒 |       |
| 38 | "Jiang Shuzhen muere en cumplimiento de una profecía del pájaro amoroso" | 蔣淑真刎頸鴛鴦會 |       |
| 39 | "Las estrellas de la fortuna, el rango y la longevidad regresan al cielo" | 福祿壽三星度世   |       |
| 40 | "Un árbol de hierro en el palacio de Jingyang somete a los demonios" | 旌陽宮鐵樹鎮妖   |       |

## Popularidad
Jingshi Tongyan demostró ser popular en China después de su reedición. Muchas de las historias de la colección se utilizaron como base de la ópera china en los años 60 antes de la Revolución Cultural China. Jingshi Tongyan también demostró ser popular en Japón, donde las historias se tomaron y transformaron en cuentos japoneses al cambiar el escenario a Japón.